# جغرافيا كولومبيا

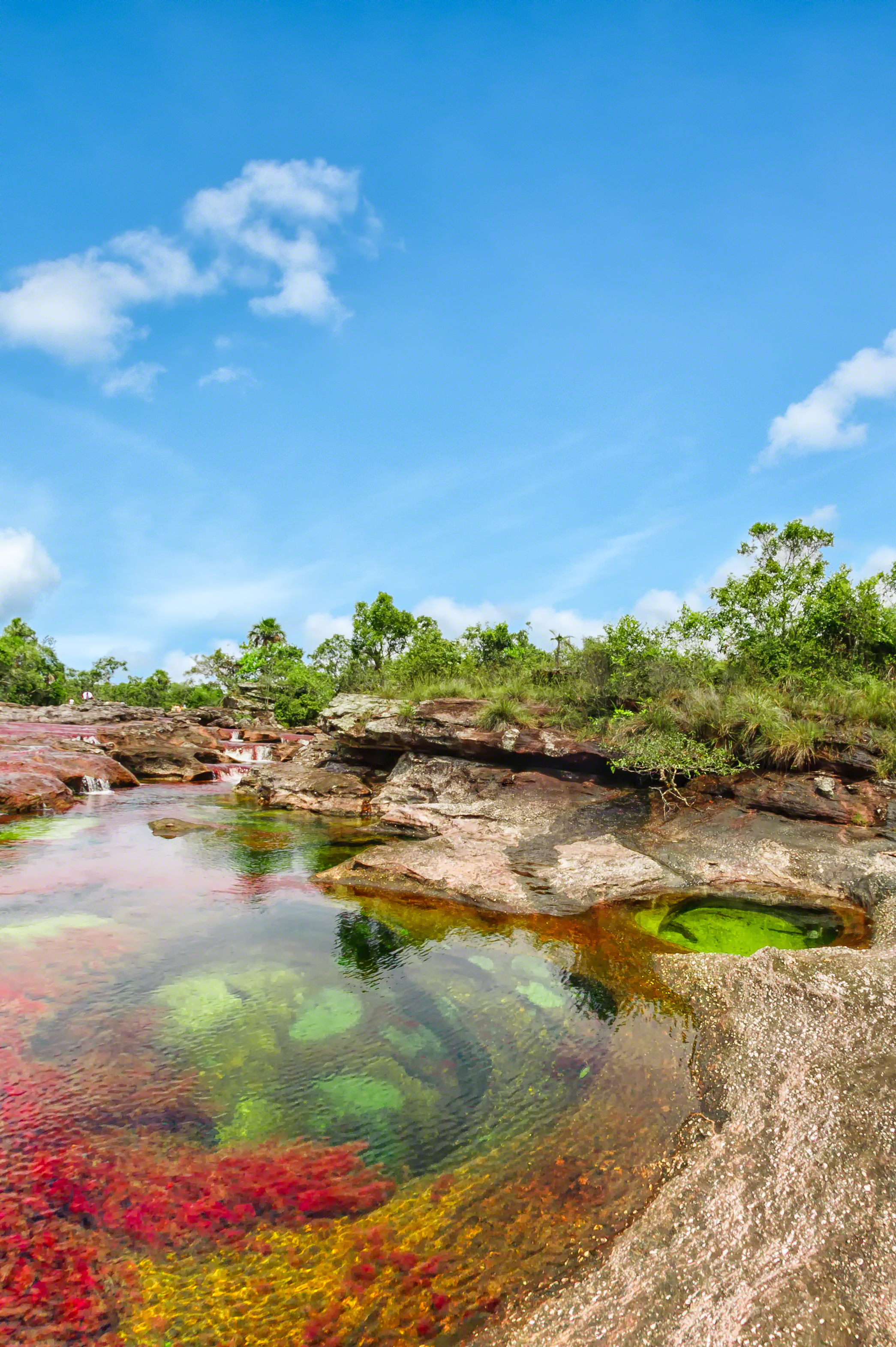
CAÑO CRISTALES.

تقع جمهورية كولومبيا في المنطقة الشمالية الغربية من أمريكا الجنوبية، المتاخمة للشرق مع فنزويلا والبرازيل، وإلى الجنوب مع الإكوادور وبيرو؛ إلى الشمال مع المحيط الأطلسي، عبر البحر الكاريبي، وإلى الغرب مع بنما والمحيط الهادي. كولومبيا هي 26 أكبر دولة في العالم ورابع أكبر بلد في أمريكا الجنوبية بعد البرازيل، والأرجنتين، وبيرو.

## المناطق الرئيسية بالمملكة
كولومبيا عادة يصنف جغرافيتها إلى خمسة المنطقة الطبيعية، من سلسلة جبال الأنديز، وهي منطقة مشتركة مع الإكوادور وفنزويلا، والمنطقة الساحلية المحيط الهادئ المشتركة مع بنما والإكوادور، ومنطقة البحر الكاريبي الساحلية، وتقاسمها مع فنزويلا وبنما، ويانوس (السهول)، وتقاسم مع فنزويلا؛ إلى منطقة غابات الأمازون مشتركة مع فنزويلا والبرازيل وبيرو والإكوادور. كولومبيا هي البلد الوحيد في أمريكا الجنوبية على الحدود مع كل من المحيطين الأطلسي والهادئ.
على الرغم من هذا كتاب حقائق العالم لا فرق بين منطقة الأمازون في كولومبيا (في الغالب الغاب) والمنطقة Orinoquia كولومبيا (في الغالب السهول). ويرى كتاب حقائق العالم الأكثر ملائمة ل تقسيم البلاد إلى أربع مناطق جغرافية: مرتفعات الأنديز، ويتألف من ثلاثة نطاقات الأنديز والتدخل الأراضي المنخفضة وادي؛ السهول الساحلية منطقة البحر الكاريبي، والمنطقة الساحلية المنخفضة المحيط الهادئ، وفصلها عن المناطق المنخفضة المستنقعات في منطقة البحر الكاريبي من قبل قاعدة برزخ بنما، وكولومبيا الشرقي، وسهل الكبيرة التي تقع إلى الشرق من جبال الانديز.
رئيس مجموعة الجبل الغربي، كورديليرا أوكسيدنتال، هي مجموعة مرتفعة نسبيا مع وجود قمم تصل إلى حوالي 15,000 قدم (4,572 م) (4,670 م). وادي نهر كاوكا، وهي منطقة زراعية هامة مع العديد من المدن الكبيرة على موقعها الحدود، يفصل كورديليرا اوكسيدنتال من كورديليرا الوسطى ضخمة. البراكين عدة المغطاة بالثلوج في كورديليرا الوسطى ديك مؤتمرات القمة التي ترتفع فوق 17,000 قدم (5,182 م). وادي بطيئة الجريان والموحلة نهر ماغدالينا، شريان النقل الرئيسية، يفصل بين كورديليرا الوسطى من مجموعة الشرقي الرئيسي، كورديليرا أورينتال. قمم سلسلة جبال في الشرقية مرتفعة باعتدال. هذا النطاق يختلف من السلاسل الجبلية الأخرى في كولومبيا حيث أنه يحتوي على عدة أحواض كبيرة. في الشرق، تغطية يانوس قليلة السكان، شقة لل بلطف المتداول السهول الشرقية ودعا ما يقرب من 60 في المئة من إجمالي مساحة اليابسة في البلاد.
لا يتضمن هذا المقطع العرضي لل جمهورية اثنين من المناطق في كولومبيا: السهول الساحلية ومنطقة البحر الكاريبي سييرا نيفادا دي سانتا مارتا، سواء في الجزء الشمالي من البلاد. الأراضي المنخفضة في الغرب هي في معظمها المستنقعات؛ تسمى المستنقعات القصب مليئة من منطقة ciénagas من قبل الشعب من كولومبيا. وشبه القاحلة في شبه جزيرة غواخيرا في الشرق. سييرا نيفادا دي سانتا مارتا هي مذهلة الثلاثي كتلة من الصخور المغطاة بالثلوج التي تعلو الجزء الشرقي من هذه الأراضي المنخفضة. هنا يمكن العثور على أعلى قمة في البلد اسمه بيكو القولون كريستوبال (5775 م)

### منطقة الأنديز

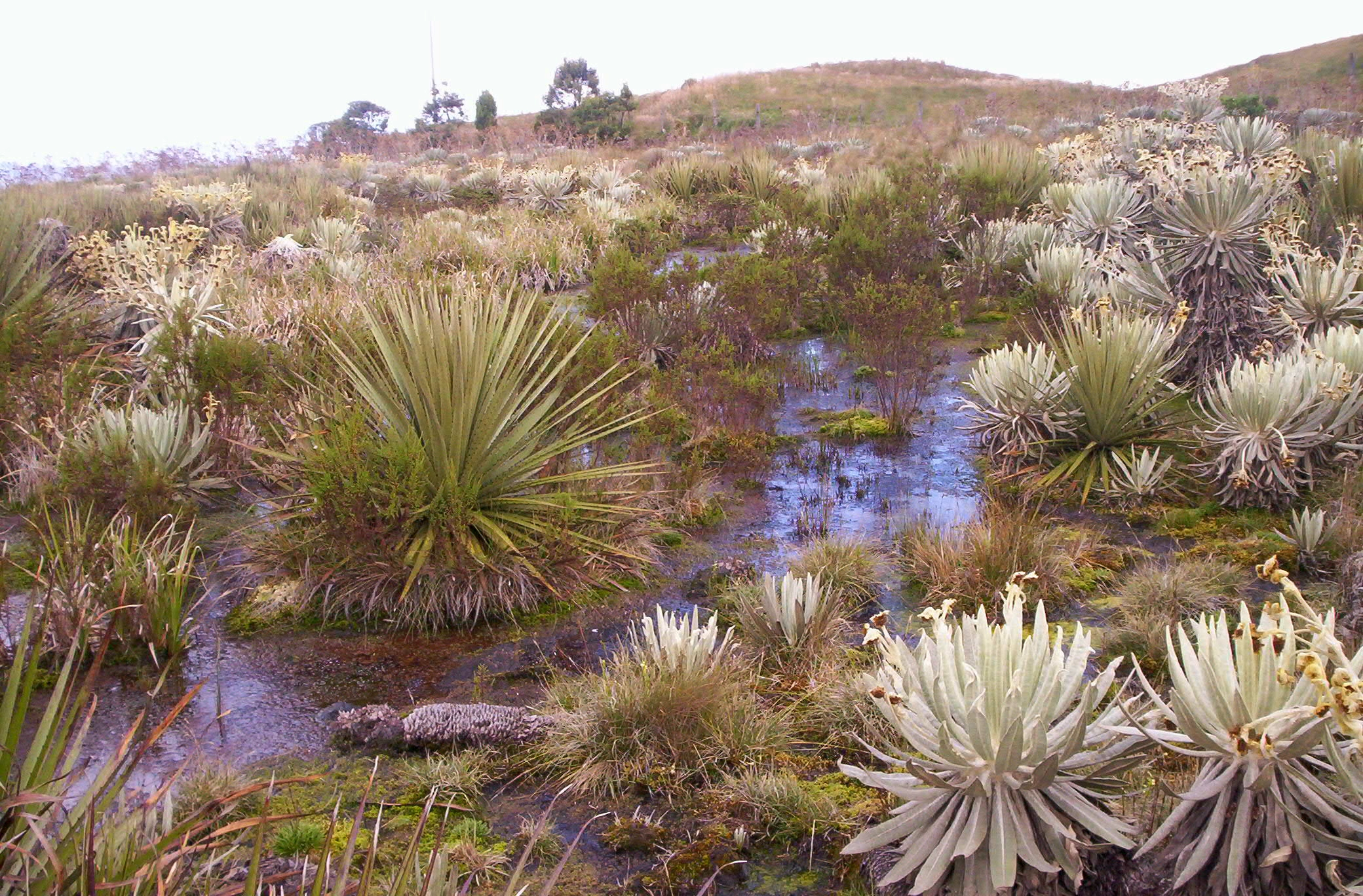
بوياكا.

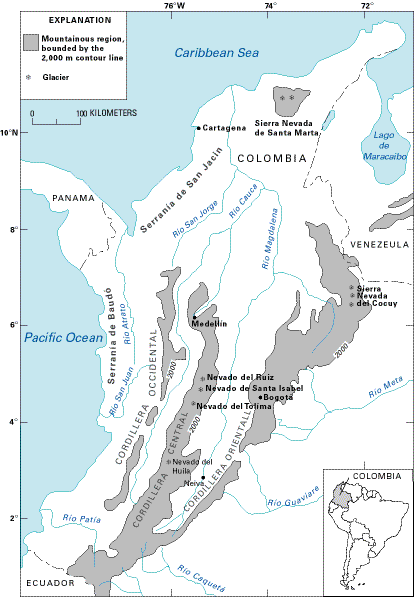
الأنهار الجليدية في كولومبيا.

بالقرب من الحدود الإكوادورية، تقسيم جبال الأنديز إلى ثلاث متميزة، وسلاسل متوازية تقريبا، ودعا cordilleras ، التي تمتد تقريبا إلى الشمال الشرقى للبحر الكاريبي. ارتفاعات تصل إلى أكثر من 18,700 قدم (5,700 م)، ويتم تغطية قمم الجبال بشكل دائم مع الثلوج. أحواض مرتفعة والهضاب من هذه النطاقات لديها المناخ المعتدل الذي يوفر الظروف المعيشية لطيف وفي أماكن كثيرة تمكن المزارعين لحصاد مرتين في السنة. الأنهار الغزيرة على سفوح الجبال إنتاج الطاقة الكهرومائية الكبيرة المحتملة وحجمها إضافة إلى الأنهار الصالحة للملاحة في الوديان. في أواخر 1980s ، عاش ما يقرب من 78 في المئة من سكان البلاد في مرتفعات الأنديز.
كورديليرا اوكسيدنتال في الغرب، كورديليرا الوسطى في الوسط، وكورديليرا أورينتال في الشرق لها خصائص مختلفة. جيولوجيا، وأوكسيدنتال كورديليرا وكورديليرا الوسطى تشكل الجانبين الغربي والشرقي من قوس البلورية الضخمة التي تمتد من السهول منطقة البحر الكاريبي إلى الحدود الجنوبية من الإكوادور. كورديليرا الشرقية، ومع ذلك، ويتكون من الصخور الطبقية مطوية المغطي نواة البلورية.
كورديليرا أوكسيدنتال منخفضة نسبيا، وهي أقلها سكانا من cordilleras ثلاثة. القمم هي فقط حوالي 9,840 قدم (2,999 متر) فوق مستوى سطح البحر وليس لديهم الثلوج الدائمة. وجود عدد قليل من التمريرات، على الرغم من واحد هو أن حوالي 4,985 قدم (1,519 متر) فوق مستوى سطح البحر يوفر المدينة الرئيسية في كالي مع منفذ إلى المحيط الهادئ. الارتفاع المنخفض نسبيا من كورديليرا يسمح الغطاء النباتي الكثيف، والتي على المنحدرات الغربية استوائي حقا.
يتم فصل كورديليرا اوكسيدنتال من كورديليرا الوسطى من الصدع العميق في وادي كاوكا. ريو كاوكا يرتفع في غضون 124 ميل (200 كم) من الحدود مع الإكوادور ويتدفق من خلال بعض من أفضل الأراضي الزراعية في البلاد. بعد cordilleras اثنين تتقارب، وادي كاوكا يصبح واد عميق طوال الطريق إلى السهول الكاريبي.
كورديليرا الوسطى هي أسمى من الأنظمة الجبلية. في الصخور البلورية تشكيل جدار شاهق تتخللها البراكين المغطاة بالثلوج التي هي 500 ميل (805 كم) لفترة طويلة. لا توجد الهضاب في هذا النطاق ولا يمر تحت 10,825 قدم (3,299 م). أعلى قمة في هذا النطاق، ونيفادو ديل هويلا، ويصل 17,602 قدم (5,365 متر) فوق مستوى سطح البحر. أعلى قمة الثانية هي بركان، نيفادو ديل رويز، التي اندلعت بعنف على 13 نوفمبر 1985 . نحو نهايته الشمالية، هذا كورديليرا يفصل في العديد من الفروع التي تنحدر نحو الساحل الكاريبي.
بين كورديليرا الوسطى وكورديليرا أورينتال يتدفق نهر ماجدالينا. يرتفع هذا النهر 1,600 كم (994 ميل) طويلة بالقرب من نقطة نحو 180 كيلومترا (112 ميل) إلى الشمال من الحدود مع الإكوادور، حيث كورديليرا في الشرقية وكورديليرا الوسطى تتباعد. ويتم تغذية لها مساحة حوضه واسعة من قبل العديد من السيول الجبلية العالية الناشئة في حقول الثلج. نهر ماغدالينا عموما للملاحة من البحر الكاريبي بقدر بلدة نيفا، عميق في الداخل، ولكن هو توقف في منتصف الطريق من قبل رابيدز. قاع الوادي عميق جدا؛ ما يقرب من 800 كم (497 ميل) من فم النهر على ارتفاع لا يزيد عن 300 متر (984 قدم).
في كورديليرا في الشرقية على ارتفاعات بين 2,500 و 2,700 متر (8,202 قدم و 8,858)، وثلاثة أحواض كبيرة خصبة وعدد من الدول الصغيرة توفير مناطق مناسبة لاستيطان والإنتاج الاقتصادي المكثف. في حوض كونديناماركا، حيث وجد الأسبان الهنود التشيبتشا، أنشأت الغزاة الأوروبي بلدة سانتا في دي بوغوتا (بوغوتا في الوقت الحاضر) على ارتفاع 2,650 متر (8,694 قدم) فوق مستوى سطح البحر.
إلى الشمال من بوغوتا، في أحواض ذات كثافة سكانية عالية من Chiquinquirá وبوياكا، هي حقول خصبة، غنية الألغام، والمنشآت الصناعية الكبيرة التي تنتج جزءا كبيرا من الثروة الوطنية. لا يزال أبعد إلى الشمال، حيث يجعل كورديليرا أورينتال منحى مفاجئ إلى الشمال الغربي قرب الحدود مع فنزويلا، وأعلى نقطة من هذا النطاق، وسييرا نيفادا دي Cocuy ، يرتفع إلى 5,493 متر (18022 قدم) فوق مستوى سطح البحر. في قسم سانتاندر، والوديان على المنحدرات الغربية هي أكثر اتساعا، والزراعة المكثفة في المنطقة المحيطة بوكارامانجا. إن الإقليم الشمالي من النطاق حول كوكوتا وعرة بحيث تاريخيا فقد كان من الأسهل للحفاظ على الاتصالات والنقل مع فنزويلا من مع الأجزاء المتاخمة من كولومبيا.

### منطقة البحر الكاريبي

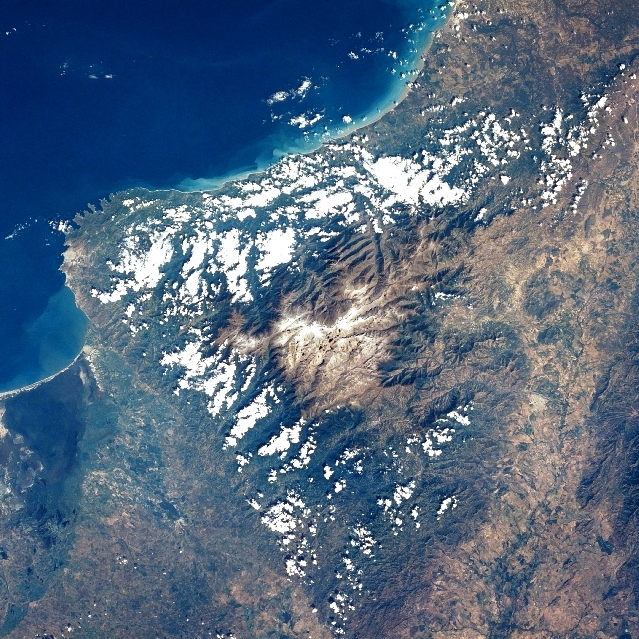
سييرا نيفادا دي سانتا مارتا، وهو أعلى جبل الدائمة عن طريق البحر.

تتكون الأراضي المنخفضة منطقة البحر الكاريبي من كل من كولومبيا إلى الشمال من خط وهمي يمتد من الشمال الشرقى غولفو دي أورابا إلى الحدود الفنزويلية في أقصى الطرف الشمالي من سلسلة جبال في الشرقية. شبه جزيرة غواخيرا شبه القاحلة وغواخيرا - بارانكيا الشجيرات فرك، في أقصى الشمال، تحمل شبها لل بقية المنطقة. في الجزء الجنوبي ترتفع سلسلة جبال سييرا نيفادا دي سانتا مارتا، وهو نظام الجبلية المعزولة مع القمم تصل إلى ارتفاعات أكثر 5,700 متر (18,701 قدم) ومنحدرات عموما حاد جدا للزراعة.
منطقة البحر الكاريبي هي الأراضي المنخفضة في تقريبا على شكل مثلث، الضلع الأطول منها هو الخط الساحلي. معظم التجارة في البلاد تنتقل عن طريق قرطاجنة، بارانكيا، وسانتا مارتا، وموانئ أخرى تقع على طول هذا الساحل الهام. الداخلية من هذه المدن هي مستنقعات، وتيارات خفية، والبحيرات الضحلة التي تدعم الموز والقطن المزارع، المزارع الصغيرة لا تعد ولا تحصى، و، في الأماكن العالي، مزارع الماشية .
مدينة قرطاجنة هي البتروكيماويات وميناء (رقم 1 في البلاد) ومدينة سياحية (رقم 1 في البلاد). سانتا مارتا هو أيضا ميناء ومدينة سياحية ولكن هي مدينة على نطاق أصغر بالمقارنة. بارانكيا يقع نحو 25 ميلا (40 كيلومترا) من الساحل الكاريبي وإنما هو المدينة أكثر تطورا مع عدد أكبر من الصناعات والمحلات التجارية، والمعروف على نطاق واسع ل قدراته في جميع أشكال المعادن والبناء. سكانها لديهم مستوى أعلى من التعليم المنطقة والمدينة مشهورة لكونها نقطة انطلاق والتركيز في المنطقة وتنمية البلاد باعتبارها أول مدينة في البلاد مع استخدام الهواتف، والإضاءة العامة، والبريد الجوي والطائرات والمنشآت الصناعية .
منطقة البحر الكاريبي يندمج ويرتبط مع مرتفعات الانديز من خلال اثنين من وديان الأنهار العظيمة . بعد مرتفعات الأنديز، وهو ثاني أهم منطقة في النشاط الاقتصادي . ما يقرب من 17 ٪ من سكان البلاد يعيشون في هذه المنطقة في أواخر عام 1980 .
وتشمل المنطقة أيضا أرخبيل من شبه جزيرة سان أندريس أيلاند والأراضي الجزر من كولومبيا، والتي شككت في جزء من نيكاراغوا . ومع ذلك، فإن القوات البحرية الكولومبية يحمي هذه الأقاليم مع استخدام القوة عند الضرورة ل تجنب تجارة المخدرات أو الغزو الأجنبي والجزر هي موطن ل 2 قواعد هامة للدفاع وعناصر التحكم المخصصة، وتستخدم سابقا لأغراض البحث من مشاريع سرية مع المساعدات المدنية والمحلية ومن المعروف في كثير من الأحيان بحوث الجامعات في مجال علوم البحار والأحياء البحرية ولكن أيضا في مجالات الكيمياء الحيوية، وعلم الوراثة، علم المناعة وكولومبيا على التقدم في المجالات الطبية في الجراحة التجريبية والتنمية زرع أو أطراف الاصطناعية وعلم المناعة وهذه المرافق بمثابة الاحتواء وآمنة مختبرات التجريب ل تكمل تلك في بارانكيا وأماكن مجهولة أخرى داخل الأراضي الساحل.
تعتبر منطقة الجزر من قبل بعض كمنطقة جغرافية سياسية من كولومبيا التي تضم مناطق خارج الأراضي القارية من كولومبيا وتضم أندريس Y زارة سان بروفيدينسيا في البحر الكاريبي وجزر مالبيلو و Gorgona في المحيط الهادي . وتشمل المناطق دون الإقليمية منطقة الجزر مجموعة أخرى من الجزر؛
- Archipiélago دي سان برناردو (في الخليج Morrosquillo ، منطقة البحر الكاريبي).
- ايسلاس ديل روساريو . (الكاريبي)
- جزيرة فنزويلي . (الكاريبي)
- جزيرة بارو . (الكاريبي)
- جزيرة Tortuguilla . (الكاريبي)
- جزيرة تييرا بومبا . (الكاريبي)

في مذكرة خاصة، على الرغم من أن الحدود بين منطقة البحر الكاريبي ومنطقة جبال الأنديز لديها بعض جود عصابات جماعات exremist اليسارية وبعض الجماعات اليمينية شبه العسكرية، وجودهم هامشي في هذا المجال، وحتى أكثر minoritary في بقية منطقة البحر الكاريبي، في مقابل وجود تسلل الثقيلة والاجتماعية لديهم في الجانب الداخلي من البلاد حيث يتم اختراقها من في معظم مستويات المجتمع والقطاعات الاقتصادية أو المنشآت والمؤسسات في حين أن الحكومة تحارب بشدة لتطهير هذه تتسرب المتمردين للخروج من هذه مدن . يمكن القول، انها «منطقة سلام» من البلاد لمدة الإجرام أدنى مستوياته، والعنف على مستوى منخفض من جرائمها وعدم وجود الجرائم الكبرى المنظمة والعصابات والنوع الذي جعل AFE مناطق للسياحة من الزوار الدوليين وهذا يرجع ل desdain الشعب الأصلي ل استخدام العنف والوحشية وجرائم العنف أو العدوان، على الرغم من كونه المنطقة حيث أفضل وأشرس المقاتلين في الملاكمة وغيرها من القتال والرياضات والفنون القتالية والمصارعة، وأيضا حيث معظم ذكر سكان وأهالي أعرف واحد من هذه الأساليب ويلي ذلك بانتظام على الأخبار والبرامج الرياضية والترفيهية .

### منطقة المحيط الهادئ
الثلث الغربي من البلاد هو الأكثر تعقيدا من الناحية الجغرافية. بدءا من شاطئ المحيط الهادئ في الغرب وتتجه شرقا على خط عرض من 5 درجة شمالا، واجه تسلسل متنوعة من الميزات. في أقصى غرب هي السهول الساحلية الضيقة المحيط الهادئ جدا ومتقطعة، والتي تدعمها سيرانيا دي Baudó ، أقل وأضيق من السلاسل الجبلية في كولومبيا. التالي هو منطقة واسعة من ريو أتراتو / ريو سان خوان الأراضي المنخفضة، والتي تم اقتراح بمثابة بديل محتمل لقناة بنما كطريق من صنع الإنسان بين المحيطين الأطلسي والمحيط الهادئ . كولومبيا تحتل معظم جبال الأنديز سلسلة جبال أقصى شمال تقاسم قليلا مع فنزويلا التي تنقسم إلى ثلاثة فروع بين الحدود كولومبيا وإكوادور.
في 1980s ، أقام 3٪ فقط من جميع الكولومبيين في الأراضي المنخفضة المحيط الهادئ، وهي منطقة من الغابة والمستنقعات مع إمكانات كبيرة ولكن القليل المستغلة في المعادن وغيرها من الموارد . بوينافينتورا هو المنفذ الوحيد من أي حجم على الساحل . على الجانب الشرقي، ويحدها المحيط الهادي الأراضي المنخفضة بواسطة كورديليرا أوكسيدنتال، والتي من العديد من تيارات تشغيل . معظم تدفق تيارات غربا إلى المحيط الهادئ، ولكن أكبر، وملاحة ريو أتراتو، يتدفق شمالا إلى غولفو دي أورابا، مما يجعل من المستوطنات نهر للوصول إلى موانئ المحيط الأطلسي الرئيسية والمرتبطة تجاريا في المقام الأول إلى منطقة البحر الكاريبي السهول النائية. إلى الغرب من ريو أتراتو ترتفع سيرانيا دي Baudó ، سلسلة من الجبال المنخفضة المعزولة التي تحتل جزءا كبيرا من المنطقة. أعلى ارتفاع لها هو أقل من 1,800 متر، ونباتاتها يشبه الغابة الاستوائية المحيطة .
مستنقع في دائرة تشوكو أتراتو المتاخمة للحدود مع بنما هو الوحل العميق خمسة وستين كيلو مترا في العرض الذي لسنوات تحدت المهندسين تسعى لإكمال الطريق السريع للبلدان الأمريكية . هذا وتمتد، بالقرب توربو، حيث يتم مقاطعة الطريق السريع كما هو معروف في Tapón ديل شوكو (Chocon التوصيل). وقد اقترح مشروع النقل الرئيسية الثانية التي تنطوي على إدارة تشوكو . تقرر إنشاء قناة بين المحيطين الثاني التجريف وأتراتو ريو وتيارات أخرى للحفر الترع وصول قصيرة . والانتهاء من أي من هذه المشاريع تفعل الكثير لتحويل هذه المنطقة، على الرغم من أنه قد يكون له عواقب مدمرة على البيئة الهشة .

### المنطقة Orinoquía
منطقة شرق جبال الأنديز تضم حوالي 699300 كيلومتر مربع، أو ثلاثة أخماس المساحة الكلية للبلاد، ولكن الكولومبيين مشاهدته تقريبا كما أرض أجنبية . كانت المنطقة بأكملها، والمعروفة باسم السهول الشرقية، الصفحة الرئيسية ل 2٪ فقط من سكان البلاد في أواخر 1980s . يمكن تطبيقها على المدى الإسبانية لل سهول (يانوس) فقط على السهول المفتوحة في الجزء الشمالي، وخاصة المناطق القريبة من سفوح سلسلة جبال في الشرقية، حيث الماشية واسعة النطاق رفع يمارس .
المنطقة ما زال قائما من قبل المرتفعات إلا في دائرة ميتا، حيث سيرانيا دي لا ماكارينا، والكذاب من جبال الأنديز والنباتات الفريدة والحياة البرية يعتقد أنها تذكرنا بتلك التي كانت موجودة في جميع أنحاء جبال الأنديز.

### منطقة الأمازون
العديد من العديد من الأنهار الكبيرة في شرق كولومبيا هي للملاحة. ريو غوافياري وتيارات ل تدفق في شمال شرقا وتصب في حوض نهر ريو أورينوكو، النهر الذي يعبر في فنزويلا ويصب في المحيط الأطلسي. أولئك الجنوب من تدفق ريو غوافياري في حوض الأمازون . ريو غوافياري يقسم شرق كولومبيا في المنطقة دون الإقليمية يانوس في الشمال والغابات الاستوائية المطيرة، أو سيلفا، دون الإقليمية في الجنوب.

## المناخ

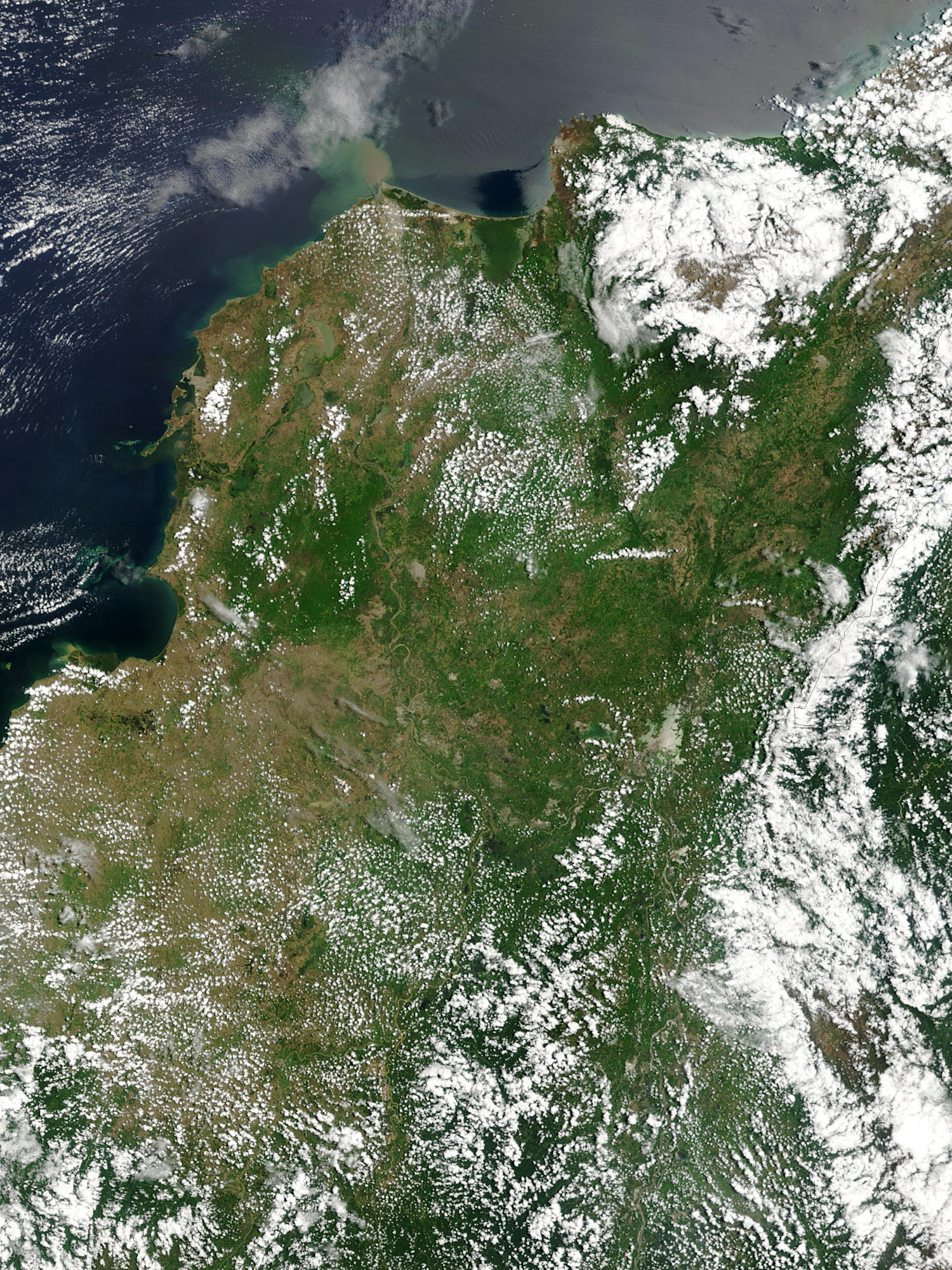
الفيضانات في كولومبيا، أبريل 2004

تنوع لافت للنظر في درجة الحرارة وهطول النتائج أساسا من الاختلافات في الارتفاع. وتتراوح درجات الحرارة من حار جدا في مستوى سطح البحر إلى باردا نسبيا في المرتفعات ولكن تختلف قليلا مع موسم . في بوغوتا، على سبيل المثال ، فإن متوسط درجة الحرارة السنوي هو 15 درجة مئوية (59 درجة فهرنهايت)، والفرق بين متوسط أبرد وأحر أشهر أقل من 1 درجة مئوية (1.8 درجة فهرنهايت). أكثر أهمية ، ومع ذلك ، هو الاختلاف اليومي في درجة الحرارة ، من 5 °C (41 °F) في الليل إلى 17 °C (62.6 °F) خلال النهار .
الكولومبيين تصف عادة بلادهم من حيث المناطق المناخية : ويسمى منطقة تحت 900 متر (2,953 قدم) في الارتفاع المنطقة الساخنة (تييرا كالينته)، ترتفع بين 900 و 1,980 متر (2,953 قدم و 6,496) هي المنطقة المعتدلة (تييرا templada)، وترتفع من 1,980 متر (6,496 قدم) إلى حوالي 3,500 متر (11,483 قدم) تشكل منطقة باردة (تييرا فريا). الحد الأعلى للمنطقة الباردة يمثل خط الأشجار والحد التقريبي لل سكن البشري . المناطق اشجار المجاورة للمنطقة الباردة وتمتد إلى ما يقرب من 4,500 متر (14,764 قدم) مرتفعة ، ومناطق قاتمة (عادة ما يشار إليها باسم páramos) أعلاه والتي تبدأ المنطقة من الثلوج الدائمة (نيفادو).
حوالي 86 ٪ من المساحة الإجمالية للبلاد تقع في منطقة ساخنة. وشملت في المنطقة الساخنة ومقاطعة المنطقة المعتدلة من مرتفعات الأنديز هي امتداد طويل وضيق من وادي ماجدالينا وملحق صغير في وادي كاوكا . درجات الحرارة ، وهذا يتوقف على الارتفاع، وتتفاوت بين 24 و 38 درجة مئوية (75.2 و 100.4 درجة فهرنهايت)، وهناك بالتناوب المواسم الجافة والرطبة الموافق الصيف والشتاء ، على التوالي . النسائم على ساحل البحر الكاريبي ، ومع ذلك ، والحد من كل من الحرارة وهطول الأمطار .
هطول الأمطار في المنطقة الساخنة هي أثقل في الأراضي المنخفضة في المحيط الهادئ، وأجزاء من شرق كولومبيا ، حيث المطر يكاد يكون حدثا يوميا والغابات المطيرة هي المهيمنة. هطول يتجاوز 7,600 مليمتر (299.2 في) سنويا في معظم المناطق المنخفضة المحيط الهادئ ، مما يجعل هذه واحدة من أكثر بللا المناطق في العالم . ويقدر أعلى متوسط هطول الأمطار السنوي في العالم ليكون في Lloro ، كولومبيا ، مع 13,299 ملم (523.6 في). وفي شرق كولومبيا ، فإنه يقلل من 6,350 ملليمتر (250 في) في أجزاء من الانديز بيدمونت إلى 2,540 مليمتر (100 في) شرقا . وغمرت المياه مساحات واسعة من المناطق الداخلية الكاريبي بشكل دائم ، أكثر بسبب سوء الصرف من بسبب هطول الأمطار الغزيرة بشكل معتدل خلال موسم الأمطار في الفترة من مايو إلى أكتوبر .
المنطقة المعتدلة يغطي حوالي 8 ٪ من مساحة البلاد . وتشمل هذه المنطقة سفوح سلسلة جبال في الشرقية وكورديليرا الوسطى ومعظم الوديان intermontane . وتقع المدن الهامة من ميديلين (1,487 متر أو 4,879 قدم) وكالي (1,030 متر أو 3,379 قدم) في هذه المنطقة ، حيث يبلغ معدل الأمطار فيها معتدل وتتراوح درجة الحرارة المتوسط السنوي بين 19 و 24 درجة مئوية (66.2 و 75.2 °F)، اعتمادا على الارتفاع. في ارتفاعات أعلى من هذه المنطقة ، يستفيد منها المزارعون من موسمين الجاف الرطب واثنين من كل عام؛ يناير حتى مارس ويوليو وحتى سبتمبر هي مواسم الجفاف .

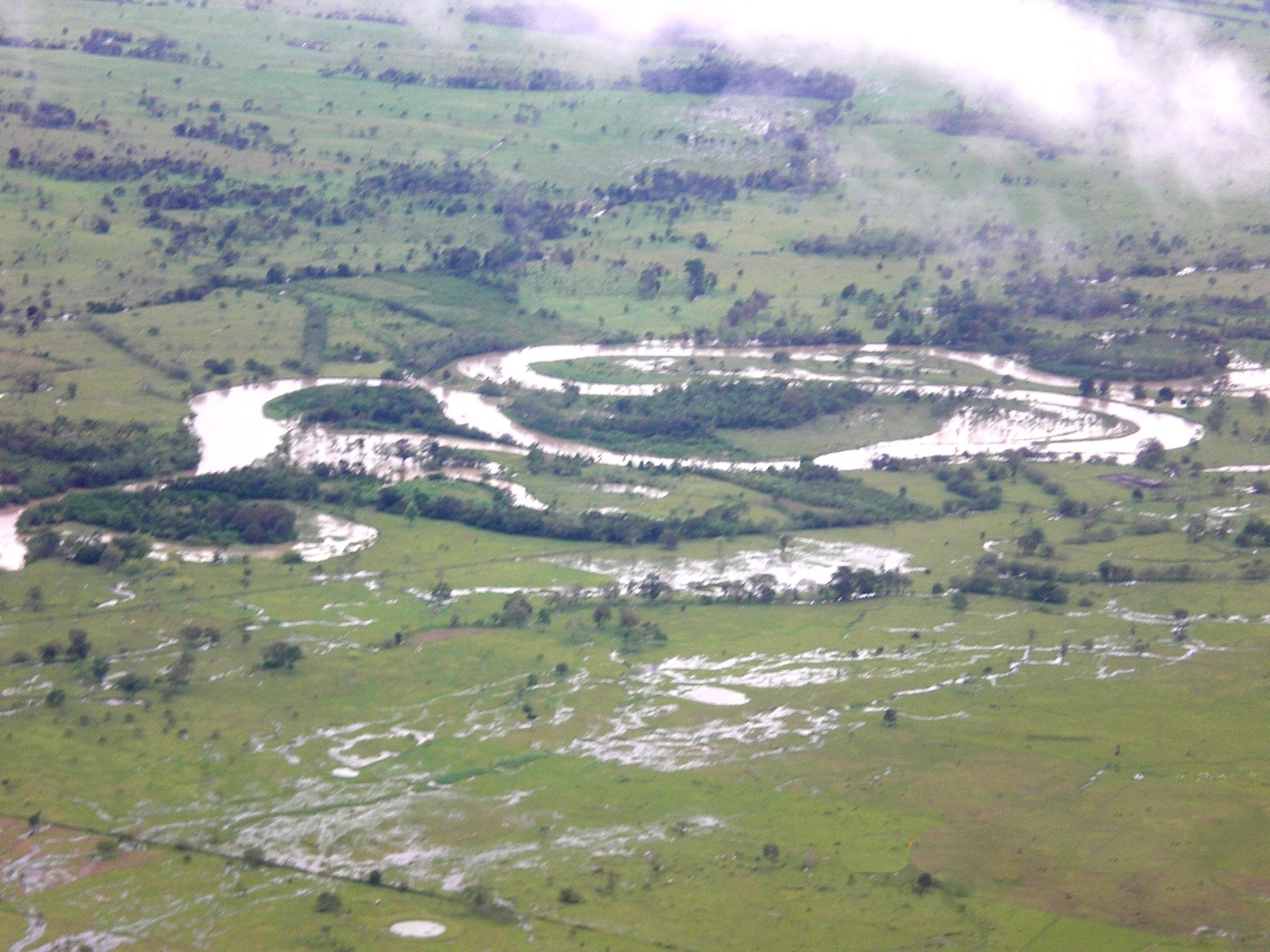
على نهر أتراتو.

يشكل منطقة باردة أو باردة حوالي 6 ٪ من المساحة الإجمالية ، بما في ذلك بعض الهضاب الأكثر كثافة سكانية وتراسات من جبال الأنديز الكولومبية ؛ هذه المنطقة يدعم حوالي onefourth من مجموع سكان البلاد . ويتراوح متوسط درجة الحرارة ما بين 10 و 19 درجة مئوية (50 و 66.2 درجة فهرنهايت)، ومواسم الرطب تحدث في شهري أبريل ومايو والفترة من سبتمبر إلى ديسمبر، كما هو الحال في المرتفعات العالية من المنطقة المعتدلة .
هطول معتدلة إلى غزيرة في معظم أنحاء البلاد ؛ يحدث بسبب هطول الأمطار الغزيرة في المنطقة الساخنة المنخفضة. تحدث اختلافات كبيرة بسبب الظروف المحلية التي تؤثر على تيارات الرياح ، ولكن، والمناطق على الجانب المواجه للريح من شبه جزيرة غواخيرا تلقي هطول الأمطار الخفيفة عموما ، وهطول الأمطار السنوي 350 ملم (13.8 في) سجلت في محطة Uribia هناك هو أدنى في كولومبيا . وقد سجلت اختلافات سنة إلى سنة كبيرا ، وكولومبيا يواجه أحيانا الجفاف .
تضافرت الاختلافات في كولومبيا الجغرافية والمناخية لإنتاج واضحة المعالم مجموعات نسبيا «العرقية الثقافية» بين مناطق مختلفة من البلاد: في Costeño من الساحل الكاريبي ، و Caucano في المنطقة كاوكا وساحل المحيط الهادئ ، و Antioqueño في أنتيوكيا ، كالداس ، ريزارالدا ، وفالي ديل كاوكا الإدارات ، و Tolimense في توليما والإدارات هويلا ، و Cundiboyacense في الإدارات الداخلية من كونديناماركا وبوياكا في كورديليرا في الشرقية ، و Santandereano في نورتي دي سانتاندير والإدارات سانتاندير ؛ و Llanero في السهول الشرقية . كل مجموعة لها خصائص مميزة ، لهجات وعادات وأنماط الاجتماعية ، وأشكال التكيف الثقافي للمناخ والتضاريس أن يميزه من المجموعات الأخرى. حتى مع التحضر السريع والتحديث ، واصلت الإقليمية وتحديد الإقليمية لتكون نقطة مرجعية هامة ، على الرغم من أنها كانت إلى حد ما أقل وضوحا في 1980s من في القرنين التاسع عشر وأوائل القرن العشرين .
القرب كولومبيا إلى خط الاستواء يؤثر المناخات لها . المناطق المنخفضة هي ساخنة باستمرار. يؤثر ارتفاع درجة الحرارة بشكل كبير . درجات الحرارة تنخفض حوالي 3.5 درجة فهرنهايت (1.9 درجة مئوية) ل كل زيادة 1,000 قدم (305 متر) في الارتفاع فوق مستوى سطح البحر . هطول الأمطار تختلف من موقع في كولومبيا ، وتميل إلى زيادة واحدة يسافر جنوبا . هذا صحيح لا سيما في المناطق المنخفضة الشرقية. على سبيل المثال ، وهطول الأمطار في أجزاء من شبه جزيرة غواخيرا نادرا ما يتجاوز 30 في (762 ملم) سنويا . جنوب شرق كولومبيا الأمطار ، ومع ذلك ، غالبا ما يكون منقوع من قبل أكثر من 200 في (5,080 ملم) من الأمطار سنويا . هطول الأمطار في معظم بقية البلاد يمتد بين هذين النقيضين .

## النباتات والحيوانات
يؤثر ارتفاع درجة الحرارة ليس فقط ، ولكن أيضا الغطاء النباتي. في الواقع ، ارتفاع هي واحدة من أهم المؤثرات على أنماط الغطاء النباتي في كولومبيا . ويمكن تقسيم الأجزاء الجبلية من البلاد إلى عدة مناطق الغطاء النباتي وفقا ل علو ، على الرغم من أن حدود ارتفاع كل منطقة قد تختلف إلى حد ما اعتمادا على خط العرض .
و «تييرا كالينته» (الأرض الساخنة)، وأدناه 3,300 قدم (1,006 م)، هي المنطقة من المحاصيل الاستوائية مثل الموز . وتييرا templada (الأراضي المعتدلة)، وتمتد من ارتفاع 3,300 إلى 6,600 قدم (1,006 إلى 2,012 م)، هي المنطقة من القهوة والذرة . القمح والبطاطس تهيمن في «تييرا فريا» (الأرض الباردة)، على ارتفاعات من 6,600 إلى 10,500 قدم (2,012 إلى 3,200 م). في «زونا forestada» (منطقة الغابات)، والذي يقع بين 10,500 و 12,800 قدم (3,200 و 3,901 م)، وقد تم قطع العديد من الأشجار لجمع الحطب . المراعي اشجار تهيمن على páramos ، أو المراعي جبال الألب، وبارتفاع 12,800 إلى 15,100 قدم (3,901 إلى 4,602 م). فوق 15,100 قدم (4,602 م)، حيث تكون درجات الحرارة دون الصفر ، هو «تييرا helada»، وهي منطقة من الثلوج والجليد الدائم.
يستجيب الغطاء النباتي أيضا إلى أنماط هطول الأمطار . فرك غابة من الأشجار والشجيرات المتناثرة يهيمن على شمال شرق شبه القاحلة . إلى الجنوب ، سافانا (المراعي الاستوائية) الغطاء النباتي يغطي الجزء الكولومبي من يانوس . وغطت مجالات الأمطار في الجنوب الشرقي من الغابات الاستوائية المطيرة . في الجبال، وأنماط متقطعا لهطول الأمطار في مناطق جبال الألب تعقيد أنماط الغطاء النباتي. الجانب الأمطار من الجبال قد تكون خصبة وخضراء ، في حين أن الجانب الآخر ، في ظل المطر ، قد يكون متعطش .

## إغاثة

خريطة الإغاثة من كولومبيا

يقع نطاق الانديز في كولومبيا من الجنوب الغربي (الحدود إكوادور) نحو الشمال الشرقي (الحدود فنزويلا)، وينقسم في كتلة صخرية الكولومبية (Macizo الكولومبي) في ثلاثة نطاقات (شرق جبال الأنديز، جبال الأنديز الوسطى وغرب الأنديز) التي تشكل واديين طويلة ، ماجدالينا وكاوكا متابعة من قبل الأنهار التي تحمل الاسم نفسه .
النصف الشرقي من كولومبيا ، التي تضم أكثر من نصف أراضيها ، هو سهل وألحان السافانا والغابات المطيرة ، التي يجتازها الأنهار تنتمي إلى أحواض الأمازون وأورينوكو. الجزء الشمالي ، ودعا «لوس يانوس» هي منطقة السافانا ، معظمها في حوض أورينوكو (لذلك تسمى أيضا Orinoquía). وتغطي الجزء الجنوبي من غابات الامازون المطيرة وينتمي معظمهم إلى حوض الأمازون . وعادة ما يطلق عليه الأمازون.
في الشمال والغرب من مجموعة الانديز هناك بعض السهول الساحلية . سهول منطقة البحر الكاريبي في الشمال وسهول المحيط الهادئ في الغرب .
الكولومبي السهول المحيط الهادئ هي من بين أكثر المناطق الممطرة في العالم ، chieftly في الشمال (شوكو).
أعلى جبل في كولومبيا ليست في جبال الأنديز ولكن في سهل منطقة البحر الكاريبي : سييرا نيفادا دي سانتا مارتا مع أعلى نقطة له اسمه بيكو القولون كريستوبال (5775 م) وبيكو سيمون بوليفار (نفس الارتفاع). جبال أخرى في سهل منطقة البحر الكاريبي تشمل مونتيس دي ماريا وسيرانيا دي سان لوكاس.
في سهول المحيط الهادئ هناك تشكيلات الجبلية الأخرى ، وعلى رأسها سيرانيا ديل دارين وسيرانيا ديل Baudó .
في المنطقة الشرقية ، وهناك سيرانيا دي لا ماكارينا، وهناك تشكيلات تابعة لل درع غيانا .

## المناطق المحمية

المتنزهات الطبيعية الوطنية من كولومبيا.

## الموارد الطبيعية
الموارد الطبيعية في كولومبيا متنوعة واسعة النطاق مع معظم أراضيها والمحيطات ما زالت غير مستكشفة. كولومبيا لديها واحد من أكبر مناجم الفحم حفرة مفتوحة في العالم في منطقة Cerrejon في شبه جزيرة غواخيرا. كما أن لديها منصات استخراج النفط والغاز الطبيعي في السهول الشرقية. وكولومبيا هي المنتج الرئيسي للالزمرد ومشارك مهم في الذهب والفضة والحديد، والملح، والبلاتين، والنفط، والنيكل، والنحاس، والطاقة المائية واستخراج اليورانيوم.

## القضايا البيئية

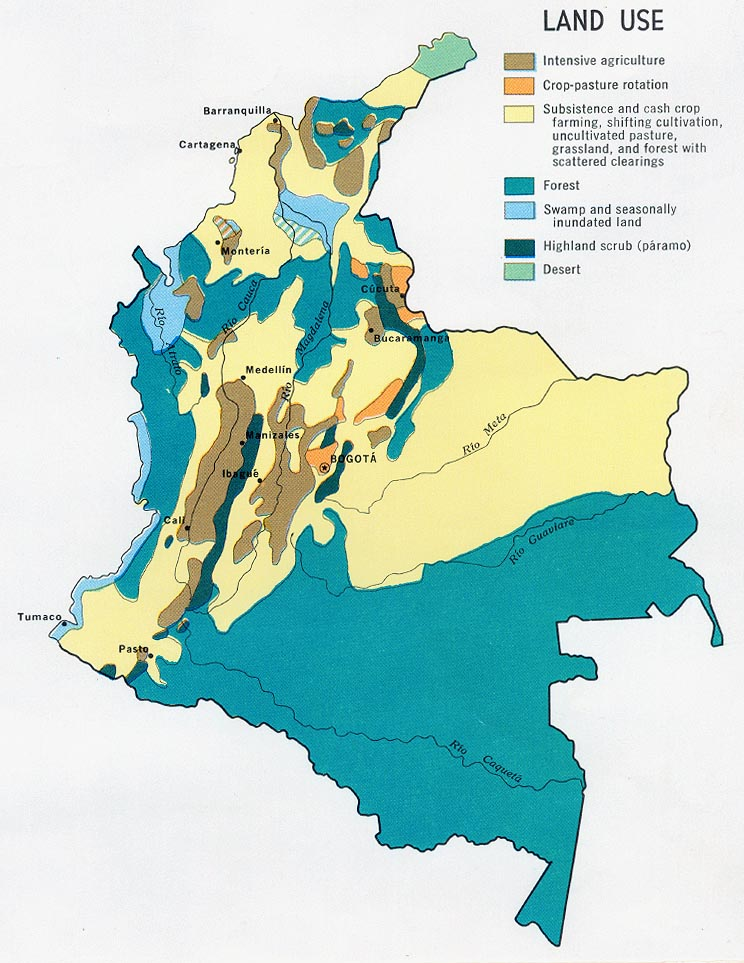
خريطة استخدام الأراضي من كولومبيا، 1970.

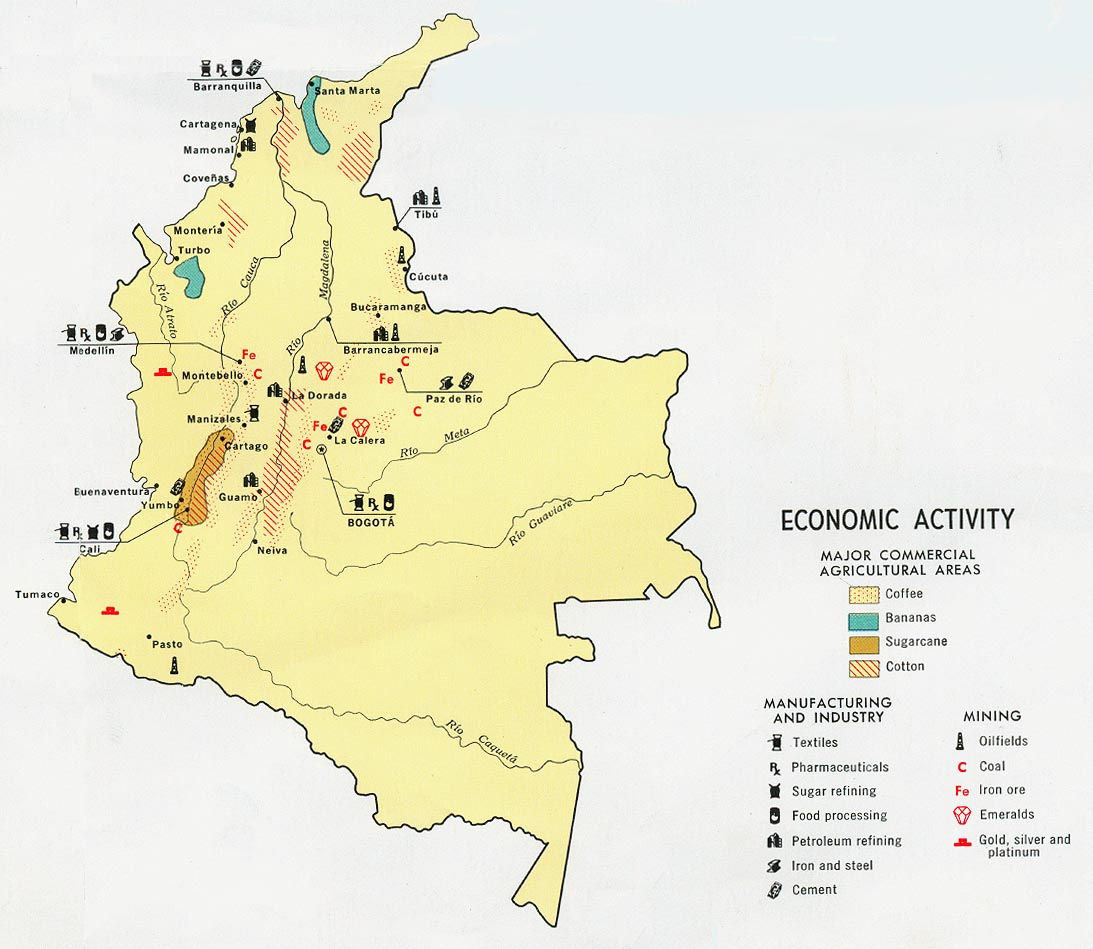
خريطة النشاط الاقتصادي من كولومبيا، 1970.

القضايا البيئية الرئيسية التي تؤثر كولومبيا هي إزالة الغابات؛ التربة والمياه الضرر جودة من الإفراط في استخدام المبيدات الحشرية، وتلوث الهواء، وبخاصة في بوغوتا، من انبعاثات المركبات والمدن الرئيسية الأخرى. تلف الضمانات التي تنتجها الهجمات ضد البنية التحتية خط أنابيب النفط من قبل مقاتلي المتمردين في النزاع المسلح الكولومبي أنتجت أضرارا طويلة الأجل على البيئة. الجماعات المسلحة أيضا إزالة الغابات مساحات كبيرة لزراعة المحاصيل غير المشروعة والطرق السريعة المفتوحة غير المصرح به في المناطق المحمية.

## نقاط المتطرفة
؛ أعلى نقطة:
حقول الثلج والأنهار الجليدية في كولومبيا تقتصر على أعلى قمم ونطاقات في كورديليرا الوسطى وكورديليرا الشرقية وفوق ارتفاع 4,700 متر ظهرا في سييرا نيفادا دي سانتا مارتا. وقدرت المساحة الإجمالية للحقول الثلج والأنهار الجليدية ليكون حوالي 104 كيلومترا مربعا في 1970s في وقت مبكر.
تشير السجلات التاريخية والجغرافية، والتصويرية نحو نضوب متسقة وتقدمية من الجماهير الجليد والثلوج في جبال الأنديز الكولومبية منذ نهاية «العصر الجليدي الصغير» في أواخر 1800s. اختفت العديد من الأنهار الجليدية خلال القرن 20، ويتوقع آخرون أن تختفي في العقود المقبلة.

## حقائق
الحدود البرية :
المشاركات: 6,004 كم
الساحل:
3,208 كيلومتر (1,760 كلم البحر الكاريبي وشمال المحيط الهادئ 1,448 كم)
المناخ :
استوائية على طول الساحل والسهول الشرقية ؛ برودة في المرتفعات
التضاريس :
السهول الساحلية المسطحة ، المرتفعات الوسطى ، وارتفاع جبال الانديز ، شرق السهول المنخفضة
ارتفاع النقيضين :
أخفض نقطة : المحيط الهادي 0 م
أعلى نقطة : بيكو كريستوبال كولون 5,975 م
ملاحظة: القريبة بيكو سيمون بوليفار أيضا لديه نفس الارتفاع
الموارد الطبيعية :
البترول ، الغاز الطبيعي ، الفحم ، وخام الحديد ، والنيكل، والذهب ، والنحاس، والزمرد ، والطاقة الكهرومائية
استخدام الأراضي :
الأراضي الصالحة للزراعة : 2.42 ٪
المحاصيل الدائمة : 1.67 ٪
أخرى: 95.91 ٪ (2001)
الأراضي المروية :
8,500 كم ² (1998 تخمين)
الأخطار الطبيعية :
المرتفعات الموضوع إلى الثورات البركانية ؛ الزلازل في بعض الأحيان ؛ الجفاف الدورية
البيئة - الاتفاقات الدولية :
الطرف بما يلي: معاهدة القطب الجنوبي ، التنوع البيولوجي ، تغير المناخ ، المناخ بروتوكول كيوتو تغيير ، والتصحر، والأنواع المهددة بالانقراض ، والنفايات الخطرة ، والحفاظ على الحياة البحرية ، حماية طبقة الأوزون ، التلوث الناجم عن السفن ، أخشاب المدارية 83، الأخشاب المدارية 94، الأراضي الرطبة
وقعت ، ولكن لم تصدق : قانون البحار

## الهيدرولوجيا
كولومبيا لديها أربعة أنظمة الصرف الرئيسية: هجرة المحيط الهادئ، واستنزاف الكاريبي، حوض أورينوكو وحوض الأمازون.
في أورينوكو والأمازون ريفرز حدود علامة مع كولومبيا إلى فنزويلا وبيرو على التوالي.
| منطقة البحر الكاريبي هجرة                   | المحيط الهادئ هجرة         | حوض أورينوكو                                          | حوض الأمازون                               |
| الأنهار تقتصر على كولومبيا                  | الأنهار تقتصر على كولومبيا | الأنهار تقتصر على كولومبيا                            | الأنهار تقتصر على كولومبيا                 |
| ------------------------------------------- | -------------------------- | ----------------------------------------------------- | ------------------------------------------ |
| - أتراتو - كاوكا - ماغدالينا - Nechí - سينو | - Baudó - باتيا - سان خوان | - غوافياري - Inírida - ميتا - كانيو كريستيلز - فيشادا | - نهر جابورا - كاغوان                      |
| الأنهار الناشئة في كولومبيا                 |                            |                                                       |                                            |
| - كاتاتومبو                                 |                            | - أراوكا                                              | - كاكيتا - غواينيا - نهر بوتومايو - فاوبيس |

### البحيرات

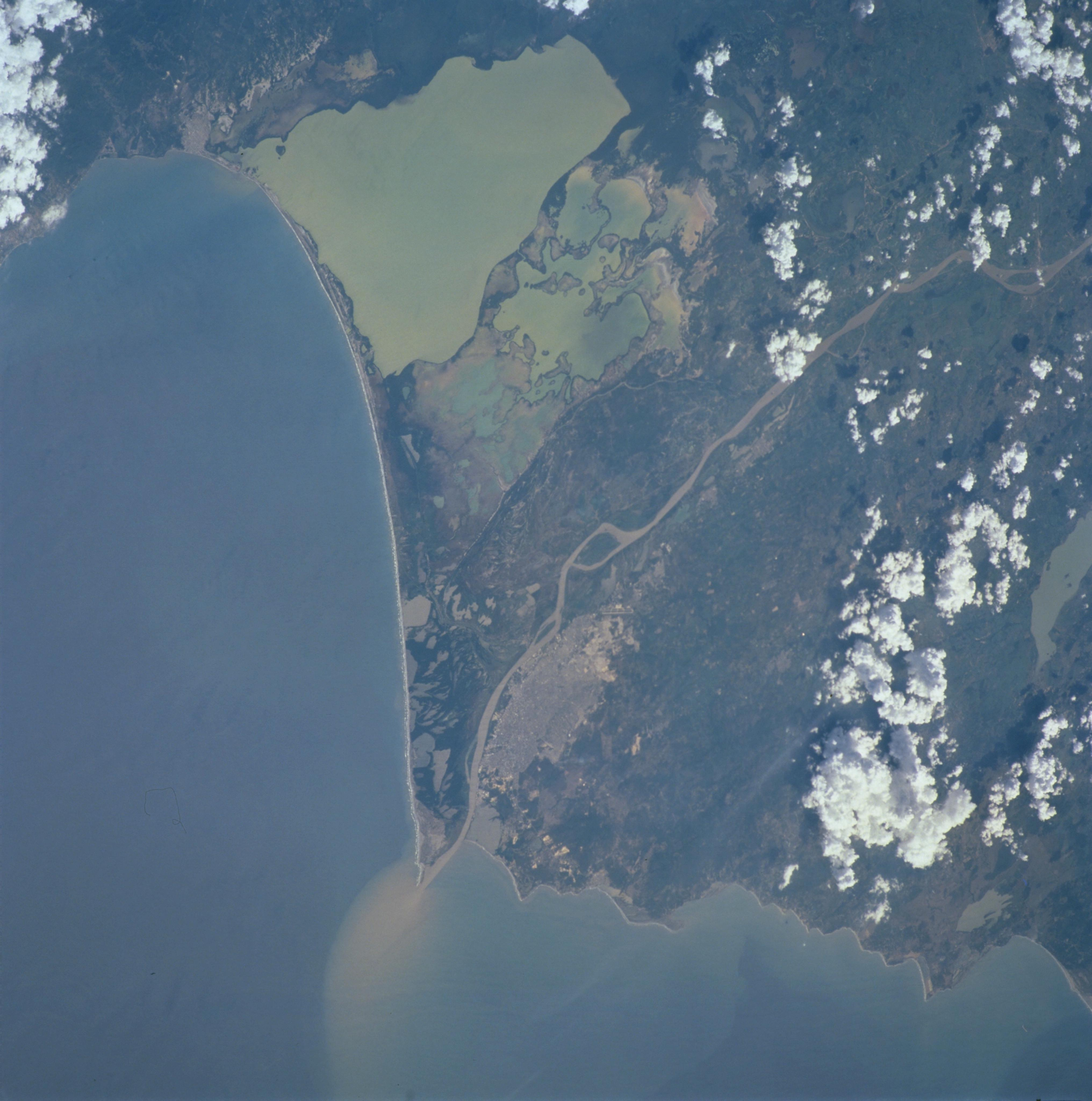
مصب نهر ماغدالينا وسييناغا غراندي دي سانتا مارتا.

- سييناغا غراندي دي سانتا مارتا
- لا Cocha لاجون
- بحيرة توتة

## وصلات خارجية
- (بالإسبانية) Colombian Ministry of Environment
- (بالإنجليزية) Map of the Republic of Colombia from 1891